# Яковенко, Александр Владимирович
Алекса́ндр Влади́мирович Якове́нко (род. 21 октября 1954, Гомель, БССР, СССР) — российский дипломат, ректор Дипломатической академии МИД России, чрезвычайный и полномочный посол Российской Федерации в Великобритании с 24 января 2011 по 26 августа 2019 года, заместитель министра иностранных дел Российской Федерации (2005—2011). Чрезвычайный и полномочный посол (2004).

## Биография

### Образование
- 1976 год — окончил Московский государственный институт международных отношений
- 1999 год — кандидат юридических наук. Диссертация по теме: «Актуальные проблемы прогрессивного развития международного космического права»
- Доктор юридических наук, профессор
- Владеет английским и французским языками

### Дипломатическая карьера

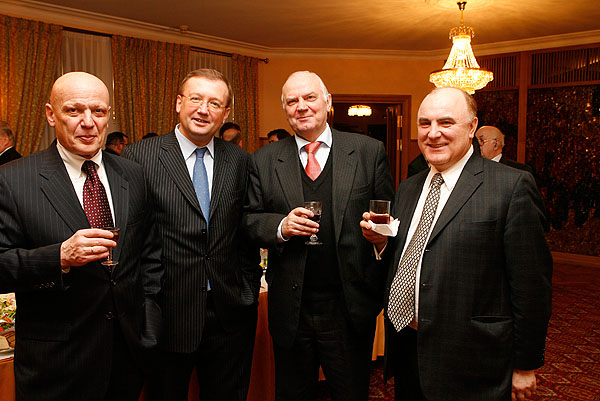
Заместители министра иностранных дел РФ Александр Салтанов и Александр Яковенко, Станислав Жизнин и вице-президент Access Industries Inc. Валерий Захаров

На дипломатической службе в МИД СССР с 1976 года.
- В 1976—1981 годах — сотрудник Управления международных организаций МИД СССР.
- В 1981—1986 годах — сотрудник Постоянного представительства СССР при ООН (Нью-Йорк).
- В 1986—1990 годах — заведующий отделом Департамента внешнеполитического планирования МИД СССР.
- В 1990—1993 годах — заведующий отделом Департамента общеевропейского процесса.
- В 1993—1995 годах — заместитель директора Департамента международного научно-технического сотрудничества МИД России.
- В 1995—1997 годах — заместитель директора Департамента МИД России по вопросам безопасности и разоружения, представитель России в Совете управляющих Международного научно-технического центра (МНТЦ, Москва).
- В 1997—2000 годах — заместитель постоянного представителя Российской Федерации при международных организациях в Вене.
- В 2000—2005 годах — официальный представитель МИД России, директор Департамента информации и печати МИД России.
- 14 июня 2000 года утверждён членом коллегии МИД России[1].
- С 5 августа 2005 по 27 января 2011 года — заместитель министра иностранных дел Российской Федерации[2].
- С 24 января 2011 по 26 августа 2019 года — чрезвычайный и полномочный посол Российской Федерации в Соединённом Королевстве Великобритании и Северной Ирландии[3][4].
- С 26 августа 2019 по 21 октября 2024 года — ректор Дипломатической академии МИД России.
- С 18 февраля 2020 по 2 января 2025 года — член коллегии МИД России[5][6].

Курировал широкий круг вопросов в сфере многосторонней дипломатии: участие России в ООН, ЮНЕСКО и других международных организациях, международное экономическое и гуманитарное сотрудничество, соблюдение прав человека, экологическое сотрудничество, изменение климата, вопросы культуры и спорта.
Принимал участие в работе многих сессий Совета Безопасности и Генеральной Ассамблеи ООН, Генеральной конференции ЮНЕСКО, форумов ОБСЕ, переговорах по сокращению вооружённых сил и вооружений в Европе, а также мерам укрепления доверия в Европе, в сессиях Совета управляющих МАГАТЭ, Российско-Американской Комиссии по экономическому и технологическому сотрудничеству, встречах экспертов стран «Группы восьми». Возглавлял российскую делегацию на межправительственных переговорах по созданию Международной космической станции (1993—1998 годы).

#### Участие в международных форумах
- 2000—2009 годы:
  - участие в работе сессий Генеральной Ассамблеи ООН (Нью-Йорк)
  - участие в работе заседаний Совета Безопасности ООН (Нью-Йорк)
- 2005—2009 годы — глава делегации Российской Федерации на сессиях ЭКОСОС (Женева, Нью-Йорк)
- 2006—2009 годы — глава делегации Российской Федерации на сессиях Совета ООН по правам человека (Женева)
- 2006 год:
  - представитель Российской Федерации на Конференции глав государств и правительств Движения неприсоединения (Гавана)
  - глава делегации Российской Федерации на Министерской конференции по транспорту стран Азиатско-Тихоокеанского региона (Пусан, Республика Корея)
  - глава делегации Российской Федерации на Министерской сессии Совета ОЭСР (Париж)
- 2007 год:
  - глава делегации Российской Федерации на сессии Генеральной конференции ЮНЕСКО (Париж)
  - глава делегации Российской Федерации на сессии ЕЭК ООН (Женева)
  - заместитель председателя сессии Генеральной конференции ЮНИДО (Вена), глава делегации Российской Федерации
  - глава делегации Российской Федерации на сессии Экономической и социальной комиссии для Азии и Тихого океана (ЭСКАТО) ООН (Алма-Ата)
- 2008—2009 годы — глава делегации Российской Федерации на ежегодных форумах Альянса цивилизаций (Мадрид, Стамбул)
- 2008 год:
  - глава делегации Российской Федерации на сессии ФАО (Рим)
  - глава делегации Российской Федерации на спецсессии Совета управляющих ЮНЕП /Глобального министерского экологического форума (Монако)
- 2009 год:
  - заместитель председателя Обзорной конференции по выполнению Дурбанской декларации и Программы действий по борьбе с расизмом, расовой дискриминацией, ксенофобией и связанной с ними нетерпимостью (Женева), глава делегации Российской Федерации
  - глава делегации Российской Федерации на сессии Европейской экономической комиссии (ЕЭК) ООН (Женева)

### Академическая карьера
- Действительный член Российской академии естественных наук (РАЕН, Москва)
- Член Совета РАН по космосу (Москва)
- Член Международного института космического права (IISL, Париж)
- Член Международной академии астронавтики (IAA, Париж)

## Семья
Женат. Имеет дочь.

## Награды
- Орден Александра Невского (27 февраля 2019) — за большой вклад в реализацию внешнеполитического курса Российской Федерации и многолетнюю добросовестную государственную службу[7].
- Орден Почёта (30 декабря 2012) — за большой вклад в реализацию внешнеполитического курса Российской Федерации и многолетнюю добросовестную работу[8]
- Орден Дружбы (14 ноября 2002) — за активное участие в реализации внешнеполитического курса Российской Федерации и многолетнюю добросовестную работу[9]
- Медаль ордена «За заслуги перед Отечеством» I степени (18 октября 2005) — за заслуги в подготовке и проведении праздничных мероприятий, посвящённых 60-летию Победы в Великой Отечественной войне 1941—1945 годов[10]
- Медаль ордена «За заслуги перед Отечеством» II степени (9 апреля 1996) — за заслуги перед государством, большой вклад в разработку и создание многоцелевого орбитального пилотируемого комплекса «Мир»[11]
- Медаль «В память 850-летия Москвы»
- Почётная грамота президента Российской Федерации (23 ноября 2009) — за заслуги в реализации внешнеполитического курса Российской Федерации[12]
- Почётная грамота Правительства Российской Федерации (24 апреля 2008) — за активную и плодотворную работу в деле пропаганды русского языка, русской литературы и культуры[13]
- Почётный работник Министерства иностранных дел Российской Федерации
- Орден Почёта (2024, Южная Осетия) — за вклад в подготовку высококвалифицированных кадров для республики и в связи с 90-летним юбилеем со дня образования академии[14]
- Орден «За верность долгу» (17 октября 2019, Республика Крым) — за активное сотрудничество в вопросах международного продвижения Республики Крым как неотъемлемой части Российской Федерации, подготовку крымских кадров для работы во внешнеполитической сфере Российской Федерации и в связи с 85-летием Дипломатической академии МИД России[15]
- Орден Святого благоверного великого князя Александра Невского II степени (2025, Русская православная церковь)[16]

## Дипломатический ранг
- Чрезвычайный и полномочный посланник 2 класса (1 февраля 1997)[17]
- Чрезвычайный и полномочный посланник 1 класса (14 февраля 2003)[18]
- Чрезвычайный и полномочный посол (13 июля 2004)[19]

## Публикации
Автор ряда книг и учебника по международному праву. Имеет более 100 публикаций по международным отношениям и вопросам российской внешней политики, науки, образования и культуры.